# Anže Kopitar
Anže Kopitar, apodado Kopi, es un jugador esloveno de hockey sobre hielo. Nació en agosto de 1987, en Hrušica al oeste de Jesenice. Kopitar fue el primer jugador esloveno que jugó en la National Hockey League (NHL). Debutó el 6 de octubre de 2006 en Los Angeles Kings contra el equipo Anaheim Ducks, marcando  dos goles. En 2005 fue elegido por Los Ángeles Kings. Su padre, Matjaž Kopitar también fue jugador de hockey sobre hielo, actualmente es el entrenador de la selección eslovena.

## Trayectoria en la NHL
Kopitar firmó un contrato con Los Angeles Kings para la temporada 2007/08. Había firmado un contrato de siete años y junto con algunos de los jugadores más jóvenes del Club Los Angeles Kings gradualmente construyeron un equipo fuerte en la temporada 2009/10. Kopitar fue elegido dos veces como el mejor jugador de la temporada y consiguió el premio Bill Libby Memorial Award  en las temporadas 2007/2008 y 2009/10. También fue considerado como el mejor tirador del club entre 2007/08 y 2009/10. 
En enero de 2007 fue seleccionado para el NHL YoungStars, un evento de la NHL All-Star Game; Kopitar dio dos goles y tres asistencias. Kopitar completó su primera temporada de la NHL en tercer lugar entre los novatos en anotación detrás de Evgeni Malkin y Paul Stastny, con 20 goles y 41 asistencias.
En la temporada 2011-12 Anže Kopitar ganó la Copa Stanley.